# Vireó de Yucatán
La vireó de Yucatán (Vireo magister) és un ocell de la família dels vireònids (Vireonidae).

## Hàbitat i distribució
Habita manglars, bosc obert, vegetació costanera i ciutats a l'illa de Grand Cayman, Península de Yucatán, Belize i illes properes.